# Johannes Meiser
Johannes Hans Meiser (* 30. Juni 1931; † 2. Juni 2002) war ein Bochumer Radamateur.
Meiser war Mitglied beim RV Sturmvogel 04, aus dem auch der mehrfache Weltmeister Walter Lohmann hervorgegangen war. Er ist ein erfolgreicher Bochumer Radamateur gewesen. Seine wichtigsten Erfolge als Radamateur waren: Sieger Jugendfahren RRB Gladbeck 19. September 1948, Sieger italienisches Jagdrennen RRB Bochum (26. Mai 1949) und Stadtmeister Straße Jugend 1949. Er war auch ein ausgesprochen guter Bahnfahrer. Hans Meiser gewann unter anderem 1950 das 15 Runden Tempofahren (2. Schleier, 3. Potzemheim), war Sieger des 50 km 2er Mannschaftsfahren mit Alfred Poschmann RRB Gladbeck und war vierter der Deutschen Meisterschaft Einerverfolgung 4 km.
Er starb bei einer Trainingsfahrt der sogenannten Sonntagsrunde am 2. Juni 2002 auf dem Fahrrad.